# Stanisław Skorupka
Stanisław Skorupka (14. února 1906 Varšava – 31. května 1988 Varšava) byl polský jazykovědec, od roku 1961 profesor Varšavské univerzity, autor mnoha monografií, článků a slovníků současné polštiny. Za jeho nejdůležitější dílo je považován dvoudílný "Słownik frazeologiczny języka polskiego" – nejkomplexnější frazeologický slovník polštiny obsahující okolo 230 000 hesel. Dalšími významnými díly jsou synonymický slovník "Słownik wyrazów bliskoznacznych" a "Mały słownik języka polskiego".